# Linamon
Linamon é um município de  quinta classe de renda municipal (d) na província Lanao do Norte, nas Filipinas. De acordo com o censo de 1 de maio  de  2020 possui uma população de 21 269 pessoas e 5 268 domicílios.